# Blumenthal (Holstein)
Blumenthal ist eine Gemeinde an der Eider im Kreis Rendsburg-Eckernförde in Schleswig-Holstein.

## Geografie

### Geografische Lage
Das Gemeindegebiet von Blumenthal erstreckt sich im Nordwestteil des Naturraums Ostholsteinisches Hügel- und Seenland zwischen Kiel und Neumünster. Im Gemeindegebiet erhebt sich der Heilige Berg – eine vorzeitliche Kultstätte – auf eine Höhe von 78,1 m ü. NHN bei Lage. Der Flusslauf Eider markiert auf einem kurzen Teilabschnitt die östliche Gemeindegrenze.

### Gemeindegliederung
Neben dem Dorf gleichen Namens befinden sich auch Blumenthaler Berg, Osselberg und Jägerberg im Gemeindegebiet.

### Nachbargemeinden
Direkt angrenzende Gemeindegebiet von Blumenthal sind:
|           | Schierensee, Rumohr                         |            |
| Langwedel | Kompassrose, die auf Nachbargemeinden zeigt | Flintbek   |
|           | Sören                                       | Grevenkrug |

## Geschichte
Der Ort, der als Straßendorf entstanden ist und sich seit dem 19. Jahrhundert zu einem Haufendorf entwickelt hat, wurde 1304 erstmals urkundlich erwähnt.

## Politik

### Gemeindevertretung
- ABW: 9

Seit der Kommunalwahl 2018 stellt die Wählergemeinschaft ABW den gesamten Gemeinderat mit neun Sitzen.

### Wappen
Blasonierung: „Unter grünem Wellenschildhaupt, darin ein silberner Wellenbalken, in Gold zwei abgewendete Blumen mit fiederspaltigen grünen Blättern und jeweils einer vierteiligen roten Blüte mit silbernen Staubgefäßen.“

## Sehenswürdigkeiten
In der Liste der Kulturdenkmale in Blumenthal (Holstein) stehen die in der Denkmalliste des Landes Schleswig-Holstein eingetragenen Kulturdenkmale.

## Wirtschaft und Infrastruktur

### Wirtschaftsstruktur
Die Gemeinde war ursprünglich landwirtschaftlich orientiert, heute überwiegt jedoch aufgrund der Nähe zur Landeshauptstadt Kiel die Wohnnutzung.

### Verkehr
Das Gemeindegebiet wird von der Trasse der Bundesautobahn 215 durchquert. Im Gemeindegebiet befindet sich die gleichnamige Anschlussstelle östlich der Dorflage.